# 松応寺 (杉並区)
松応寺（しょうおうじ）は、東京都杉並区にある曹洞宗の寺院。

## 概要
1656年（明暦2年）、悦州舜喜によって開山した。元々は浅草八軒寺町（現・東京都台東区寿）に位置していた。江戸時代は与力・同心などの檀家が多く、武家寺として栄えたが、1918年（大正7年）に現在地に移転した。
1945年（昭和20年）の空襲で、伽藍をはじめ寺宝や記録もすべて焼失した。そのため、当寺の詳細な歴史は不明になっている。かつての本尊は釈迦如来であったが、この空襲で焼失した。

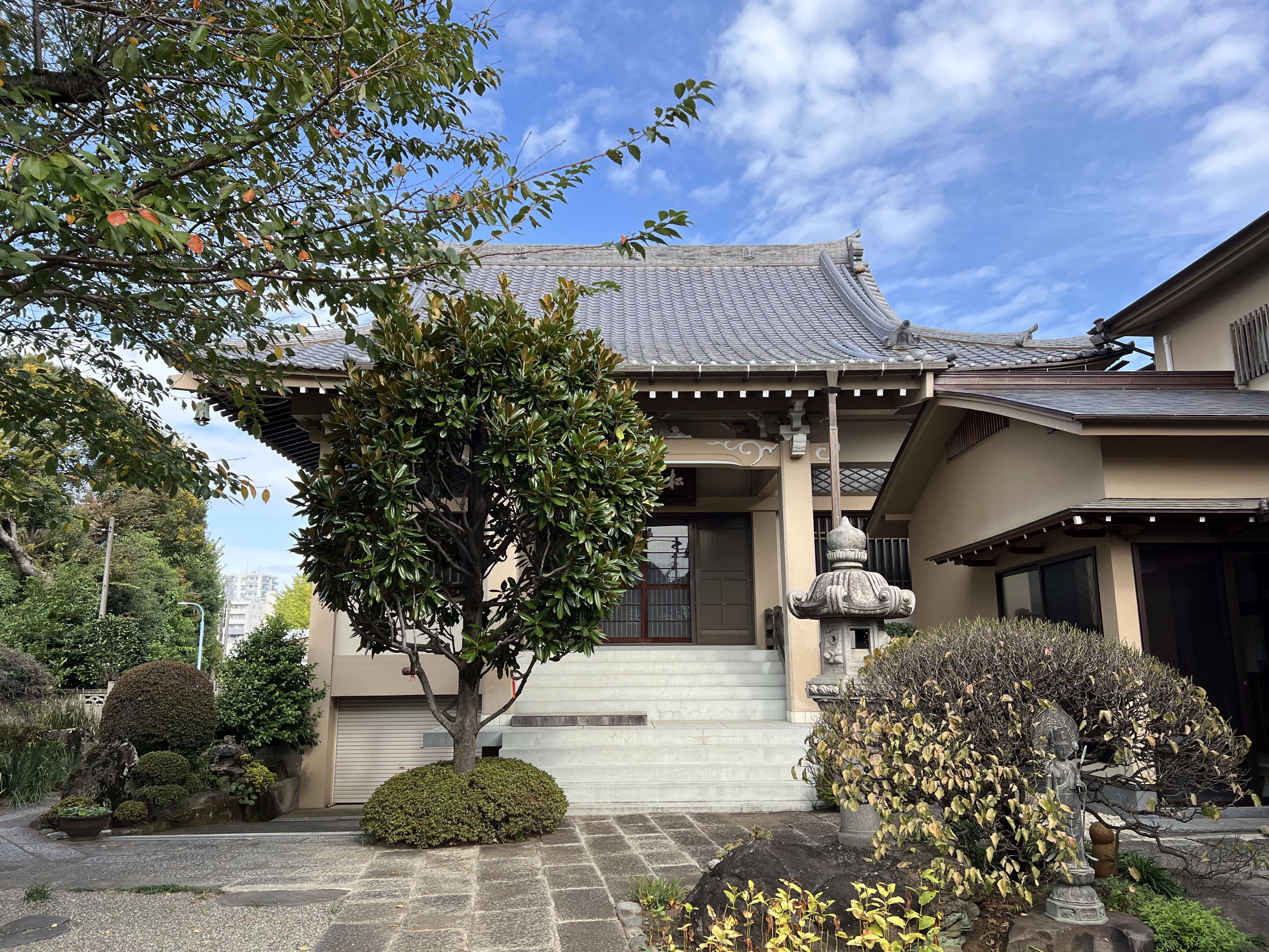
本堂

## 墓所
- 佐藤信淵（農学者）

かつては信淵の遺品や蔵書なども寺が所蔵していたが、それらは空襲で失っている。

## 交通アクセス
- 地下鉄丸ノ内線新高円寺駅より徒歩6分。
- 中央線快速・高円寺駅より徒歩10分